# 위정국

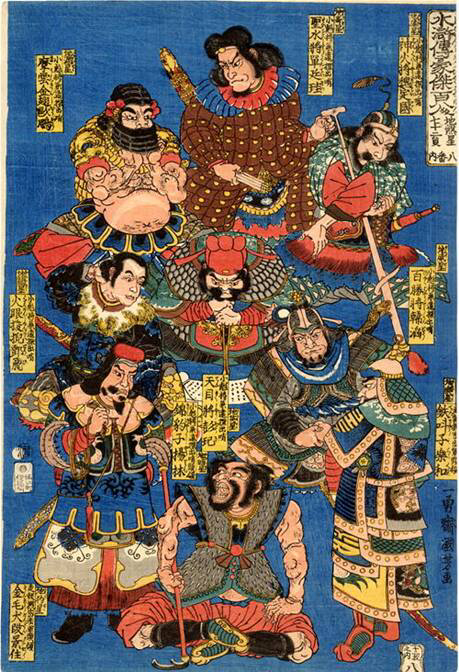

위정국(魏定國)은 중국의 사대기서(四大奇書) 중 하나인 《수호전》(水滸傳)에 등장하는 인물로, 108성 중 45위이자 지살성(地煞星)의 지맹성(地猛星)에 해당한다. 별호는 신화장군(神火將軍)으로 화공에 능했다. 수공을 잘하는 성수장군 선정규와 항상 짝을 지어 행동한다. 선정규의 검은 갑옷에 비해 위정국은 붉은 갑옷, 적동 창, 적마를 타고 붉은 복장의 부대를 이끌었다(오행사상에서 빨간색은 불을, 검은색은 물을 나타낸다).

## 생애
성수장군 선정규(單廷珪)와 함께 능주의 군관직을 맡고 있었다. 대도 관승(關勝)이 양산박 공격을 실패하고 오히려 양산박의 두령이 되자, 칙서(勅書)를 받고 선정규와 함께 양산박 공격을 할 채비를 한다.
이 때, 오히려 양산박에서 관승이 선찬(宣贊), 학사문(郝思文)을 이끌고 쳐들어오자, 선정규와 위정국이 유인계를 이용하여, 선정규가 학사문을 사로잡고, 위정국이 선찬을 사로잡는다.
이에 혼자남은 관승이 어쩔줄을 몰라 잠시 퇴각했다가 다시 싸움을 걸자, 선정규가 응하여 싸우던 중 오히려 관승의 꾀에 선정규가 낙마하여 사로잡혀버렸다.
관승은 위정국에게 선정규를 보내 그를 항복시키려 했으나, 위정국이 "관승이 직접 항복을 청해야 항복을 할 것이다."라고 하여 다음에 관승이 직접 위정국을 찾아가 항복을 권하니 그제서야 항복의 예를 올리고 양산박의 두령이 되었다.
양산박에 108명의 두령이 모인후에는 16명의 마군 소표장(小彪將) 겸 척후두령으로 임명되었고, 선정규와 함께 벽력화 진명의 부장으로 활약하였다. 양산박이 조정에 귀순한 후에도 각지의 전투에 참전한다.
방랍의 난에 흡주성을 치던 도중, 처음으로 공을 세우려고 성안으로 달려가다가 적장 왕인(王寅)이 파놓은 함정에 빠져 창과 쇠뇌, 활을 맞고 전사하였다.